# Marco Villa
Marco Villa (ur. 8 lutego 1969 w Abbiategrasso) – włoski kolarz torowy i szosowy, brązowy medalista olimpijski oraz czterokrotny medalista torowych mistrzostw świata.

## Kariera
Pierwszy sukces w karierze Marco Villa osiągnął w 1989 roku, kiedy wspólnie z Giovannim Lombardim, Ivanem Ceriolim i Davidem Solarim zdobył brązowy medal w drużynowym wyścigu na dochodzenie na mistrzostwach świata w Lyonie. Na kolejny medal międzynarodowej imprezy musiał poczekać sześć lat - do mistrzostw świata w Bogocie, gdzie razem z Silvio Martinello wywalczył złoty medal w madisonie. W tym składzie Włosi byli najlepsi również na rozgrywanych rok później mistrzostwach świata w Manchesterze, a na mistrzostwach świata w Perth w 1997 roku zdobyli srebrne medale. Marco brał także udział w igrzyskach olimpijskich w Sydney w 2000 roku, gdzie razem z Martinello zajął trzecie miejsce w madisonie, a drużynowym wyścigu na dochodzenie włosi rywalizację zakończyli na jedenastej pozycji. Ponadto Włoch wielokrotnie stawał na podium torowych zawodów z cyklu Six Days. Startował również w wyścigach szosowych, ale nie odniósł większych sukcesów, w 2001 roku zajął 133. miejsce w Giro d'Italia.